# Египат на Светском првенству у атлетици на отвореном 2022.
Египат је учествовао на 18. Светском првенству у атлетици на отвореном 2022. одржаном у Јуџину  од 15. до 25. јула осамнаести пут, односно учествовао је на свим првенствима до данас. Репрезентацију Египта представљао је 1 такмичар који се такмичио у бацању копља. ,
На овом првенству такмичар Египта није освојио ниједну медаљу нити је остварио неки резултат.

## Учесници
Мушкарци:
- Ихаб Абделрахман — Бацање копља

## Резултати

### Мушкарци
| Атлетичар        | Дисциплина   | Лични рекорд | Квалификације | Квалификације | Полуфинале | Полуфинале | Финале   | Финале       | Детаљи |
| Атлетичар        | Дисциплина   | Лични рекорд | Резултат      | Место         | Резултат   | Место      | Резултат | Место        | Детаљи |
| ---------------- | ------------ | ------------ | ------------- | ------------- | ---------- | ---------- | -------- | ------------ | ------ |
| Ихаб Абделрахман | Бацање копља | 89,21 НР     | 83,41 кв      | 3. у гр. А    |            |            | 75,99    | 12 / 27 (28) |        |